# Андон Балтов
Андон Салчев Балтов е български офицер.

## Биография
Роден е на 17 януари 1849 година в Клисура. Получава началното си образование в родния си град, а после постъпва в Пловдивското епархийско училище.
Няколко години работи като книговезец в книжарница Христо Данов. Балтов бил един от най-пламенните следовници на Левски в Пловдив, след чиято смърт взема участие в Старозагорското въстание, а след потушаването му се укрива за известно време в Карлово. Завръща се в Клисура, за да участва в подготовката на новото въстание, за дейността си бива избран от местния революционният комитет да представлява клисурци на Оборище. След събранието е изпратен заедно с Иван Джуджев от апостолите в Цариград, за да достави оръжие. Преждевременното избухване на въстанието обаче попречило на мисията им. Понеже било невъзможно да се върнат в България двамата отпътуват за Одеса, откъдето се озовават в Румъния и накрая в Сърбия. Тук Антон Балтов участвал като доброволец в Сръбско-турската война (1876) която сърбите загубили. Когато започнала Руско-турската освободителна война (1877-1878) Балтов се включва в редовете на Българското опълчение, участва в боевете на Шипка, където за храбростта си бил произведен в офицерски чин. След Освобождението Балтов постъпва в редовете в Българската армия. През 1885 г. участва в Сръбско-българската война като майор. Умира почти напълно забравен от съвременниците си.